# Àrea metropolitana de Madrid

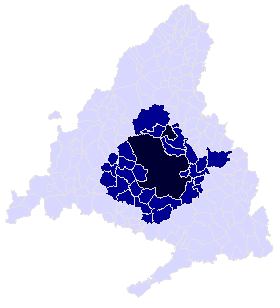
Àrea metropolitana de Madrid segons l'Atles de la Comunitat de Madrid en el llindar del segle XXI.

L'Àrea metropolitana de Madrid és el nucli principal de la regió metropolitana de Madrid, situada al centre de la península Ibèrica. En conjunt, està formada per 27 municipis amb una població de 5.285.242 habitants, una extensió de 1.935,97 km² i una densitat de 2.724 hab/km², segons l'Atles de la Comunitat de Madrid en el llindar del segle XXI. És la tercera de la Unió europea darrere de París, i la Regió del Ruhr. No està definida oficialment i per això n'existeixen definicions diferents.

## Àrea definida el 1964
| Municipi                   | Extensió km² | Població (hab) | Densitat (hab/km²) | Altitud msnm | Distància Madrid (km) |
| -------------------------- | ------------ | -------------- | ------------------ | ------------ | --------------------- |
| Madrid                     | 605,8        | 3.155.359      | 5.208,6            | 655          | 0                     |
| Alcobendas                 | 45,0         | 103.149        | 2.292,2            | 670          | 15                    |
| Alcorcón                   | 33,7         | 162.524        | 4.822,7            | 718          | 13                    |
| Boadilla del Monte         | 47,2         | 35.588         | 754,0              | 689          | 14                    |
| Brunete                    | 48,9         | 9.415          | 192,50             | 656          | 28                    |
| Colmenar Viejo             | 182,6        | 39.579         | 216,8              | 883          | 31                    |
| Coslada                    | 12,0         | 91.906         | 6.907,8            | 621          | 8                     |
| Getafe                     | 78,74        | 158.363        | 2.011              | 623          | 13                    |
| Leganés                    | 43,1         | 181.248        | 4.205,3            | 665          | 11                    |
| Majadahonda                | 38,5         | 61.788         | 1.604,9            | 743          | 18                    |
| Mejorada del Campo         | 17,2         | 20.245         | 1.177,0            | 578          | 24                    |
| Paracuellos de Jarama      | 43,9         | 7.568          | 172,4              | 690          | 28                    |
| Pinto                      | 62,2         | 37.559         | 603,8              | 604          | 20                    |
| Pozuelo de Alarcón         | 43,2         | 78.083         | 1.807,5            | 690          | 15                    |
| Rivas-Vaciamadrid          | 67,4         | 64.992         | 737,3              | 590          | 20                    |
| Las Rozas                  | 58,3         | 71.937         | 1.233,9            | 718          | 19                    |
| San Fernando de Henares    | 38,8         | 40.048         | 1.019,29           | 585          | 17                    |
| San Sebastián de los Reyes | 58,7         | 65.767         | 1.120,4            | 705          | 18                    |
| Torrejón de Ardoz          | 32,6         | 109.483        | 3.358,4            | 585          | 20                    |
| Tres Cantos                | 38,0         | 39.198         | 1.031,5            | 760          | 22                    |
| Velilla de San Antonio     | 14,4         | 9.332          | 648,1              | 553          | 32                    |
| Villanueva de la Cañada    | 34,9         | 14.084         | 403,6              | 652          | 38                    |
| Villanueva del Pardillo    | 26,2         | 10.721         | 409,2              | 652          | 26                    |
| Villaviciosa de Odón       | 68,1         | 24.963         | 366,6              | 650          | 22                    |
| Total                      | 1.739,44     | 4.567.190      | 2625,67            | —            | —                     |

## Àrea metropolitana i Corredor d'Henares
| Municipi                   | Extensió (km²) | Població (hab.) | Densitat (hab/km²) | Altitud (msnm) | Distància Madrid (km) |
| -------------------------- | -------------- | --------------- | ------------------ | -------------- | --------------------- |
| Madrid                     | 605,8          | 3.155.359       | 5.208,6            | 655            | 0                     |
| Alcalá de Henares          | 88             | 204.000         | 2.247,77           | 654            | 34                    |
| Alcobendas                 | 45,0           | 103.149         | 2.292,2            | 670            | 15                    |
| Alcorcón                   | 33,7           | 162.524         | 4.822,7            | 718            | 13                    |
| Boadilla del Monte         | 47,2           | 35.588          | 754,0              | 689            | 14                    |
| Brunete                    | 48,9           | 9.415           | 192,50             | 656            | 28                    |
| Colmenar Viejo             | 182,6          | 39.579          | 216                | 883            | 31                    |
| Coslada                    | 12,0           | 91.906          | 6.907,8            | 621            | 8                     |
| Fuenlabrada                | 39,1           | 195.131         | 4.990,56           | 624            | 20                    |
| Getafe                     | 78,74          | 158.363         | 2.011              | 623            | 13                    |
| Leganés                    | 43,1           | 181.248         | 4.205,3            | 665            | 11                    |
| Majadahonda                | 38,5           | 61.788          | 1.604,9            | 743            | 18                    |
| Mejorada del Campo         | 17,2           | 20.245          | 1.177,0            | 578            | 24                    |
| Móstoles                   | 45             | 216.463         | 4.543,62           | 660            | 18                    |
| Paracuellos de Jarama      | 43,9           | 7.568           | 172,4              | 690            | 28                    |
| Parla                      | 24,43          | 102.458         | 3735,0             | 648,5          | 22                    |
| Pinto                      | 62,2           | 37.559          | 603,8              | 604            | 20                    |
| Pozuelo de Alarcón         | 43,2           | 78.083          | 1.807,5            | 690            | 15                    |
| Rivas-Vaciamadrid          | 67,4           | 49.696          | 737,3              | 590            | 20                    |
| Las Rozas                  | 58,3           | 71.937          | 1.233,9            | 718            | 19                    |
| San Fernando de Henares    | 38,8           | 39.966          | 1.030,1            | 585            | 17                    |
| San Sebastián de los Reyes | 58,7           | 65.767          | 1.120,4            | 705            | 18                    |
| Torrejón de Ardoz          | 32,6           | 109.483         | 3.358,4            | 585            | 20                    |
| Tres Cantos                | 38,0           | 39.198          | 1.031,5            | 760            | 22                    |
| Velilla de San Antonio     | 14,4           | 9.332           | 648,1              | 553            | 32                    |
| Villanueva de la Cañada    | 34,9           | 14.084          | 403,6              | 652            | 38                    |
| Villanueva del Pardillo    | 26,2           | 10.721          | 409,2              | 652            | 26                    |
| Villaviciosa de Odón       | 68,1           | 24.963          | 366,6              | 650            | 22                    |
| Total                      | 1.935,97       | 5.285.242       | 2724,24            | —              | —                     |